# Coupe d'Europe des vainqueurs de coupe féminine de handball
La Coupe d'Europe des vainqueurs de coupe féminine de handball, également appelée Coupe des coupes, était la deuxième compétition européenne derrière la Ligue des champions. Auparavant réservée aux clubs vainqueurs de leur coupe nationale, sa première édition a eu lieu en 1976-1977.
Depuis la saison 2016-2017, la Coupe d'Europe des vainqueurs de coupe est fusionnée avec la Coupe de l'EHF féminine, dans une nouvelle version de cette dernière (à l'image des compétitions masculines depuis la saison 2012-2013). La saison 2015-2016 est donc la 40e et dernière édition de la compétition,.

## Palmarès
| Saison         | Vainqueur                                               | Finaliste                                               | Scores                                                  | Total                                                   |
| -------------- | ------------------------------------------------------- | ------------------------------------------------------- | ------------------------------------------------------- | ------------------------------------------------------- |
| 1975-1976      | annulée du fait d'un nombre insuffisant de club engagés | annulée du fait d'un nombre insuffisant de club engagés | annulée du fait d'un nombre insuffisant de club engagés | annulée du fait d'un nombre insuffisant de club engagés |
| 1976-1977 (de) | TSC Berlin                                              | Spartak Bakou                                           | -                                                       | 18 – 15                                                 |
| 1977-1978 (de) | Ferencváros TC                                          | SC Leipzig                                              | -                                                       | 18 – 17                                                 |
| 1978-1979 (de) | TSC Berlin                                              | Ferencváros TC                                          | 20-15, 20-15                                            | 40 – 30                                                 |
| 1979-1980 (de) | Iskra Partizánske (en)                                  | Lokomotiva Zagreb                                       | 16-16, 16-16                                            | 32 – 32 3 – 2tab                                        |
| 1980-1981 (de) | Budapest Spartacus SC                                   | Sekulić Sombor                                          | 18-17, 22-17                                            | 40 – 34                                                 |
| 1981-1982 (de) | RK Osijek                                               | Budapest Spartacus SC                                   | 27-21, 27-17                                            | 54 – 38                                                 |
| 1982-1983 (de) | RK Osijek                                               | SC Magdebourg                                           | 21-27, 25-19                                            | 46 – 46                                                 |
| 1983-1984 (de) | Dalma Split (hr)                                        | TJ Gottwaldov                                           | 26-15, 22-18                                            | 48 – 33                                                 |
| 1984-1985 (de) | Budućnost Titograd                                      | Družstevník Topoľníky                                   | 33-18, 22-18                                            | 55 – 36                                                 |
| 1985-1986 (de) | ŽRK Radnički Belgrade                                   | VfL Engelskirchen (en)                                  | 24-25, 27-23                                            | 51 – 48                                                 |
| 1986-1987 (de) | Kouban Krasnodar                                        | TSC Berlin                                              | 21-17, 23-23                                            | 44 – 40                                                 |
| 1987-1988 (de) | Kouban Krasnodar                                        | Vasas SC                                                | 28-17, 20-20                                            | 48 – 37                                                 |
| 1988-1989      | CS Știința Bacău                                        | Kouban Krasnodar                                        | 25-25, 22-19                                            | 47 – 44                                                 |
| 1989-1990      | Rostselmash Rostov                                      | Debreceni VSC                                           | 17-21, 28-18                                            | 45 – 38                                                 |
| 1990-1991      | ŽRK Radnički Belgrade                                   | Spartak Kiev                                            | 18-25, 28-15                                            | 46 – 40                                                 |
| 1991-1992      | ŽRK Radnički Belgrade                                   | Debreceni VSC                                           | 21-26, 24-19                                            | 45 – 45                                                 |
| 1992-1993      | TV Lützellinden 1904 e.V.                               | Rostselmash Rostov                                      | 23-21, 25-22                                            | 48 – 43                                                 |
| 1993-1994      | TuS Walle Brême                                         | Ferencváros TC                                          | 21-23, 24-21                                            | 45 – 44                                                 |
| 1994-1995      | Dunaferr NK                                             | TV Lützellinden 1904 e.V.                               | 23-25, 26-18                                            | 49 – 43                                                 |
| 1995-1996      | TV Lützellinden 1904 e.V.                               | Kraš Zagreb                                             | 28-19, 22-22                                            | 50 – 41                                                 |
| 1996-1997      | Istochnik Rostov                                        | HC Leipzig                                              | 25-18, 24-24                                            | 49 – 42                                                 |
| 1997-1998      | Baekkelagets Oslo                                       | Kraš Zagreb                                             | 23-23, 28-17                                            | 51 – 40                                                 |
| 1998-1999      | Baekkelagets Oslo                                       | Ferrobus Mislata Tortajada                              | 26-13, 24-22                                            | 50 – 35                                                 |
| 1999-2000      | Milar L'Eliana Valencia                                 | Kouban Krasnodar                                        | 31-24, 31-30                                            | 62 – 54                                                 |
| 2000-2001      | HC Motor Zaporijia                                      | Nordstrand IF                                           | 26-20, 23-18                                            | 49 – 38                                                 |
| 2001-2002      | HC Lada Togliatti                                       | CS Oltchim Râmnicu Vâlcea                               | 27-32, 28-20                                            | 55 – 52                                                 |
| 2002-2003      | ES Besançon                                             | Spartak Kiev                                            | 27-30, 20-15                                            | 47 – 45                                                 |
| 2003-2004      | Ikast Bording EH                                        | Hypo Niederösterreich                                   | 30-35, 36-22                                            | 66 – 57                                                 |
| 2004-2005      | Larvik HK                                               | Podravka Koprivnica                                     | 31-26, 37-27                                            | 68 – 53                                                 |
| 2005-2006      | Budućnost Podgorica                                     | Győri ETO KC                                            | 25-25, 26-23                                            | 51 – 48                                                 |
| 2006-2007      | CS Oltchim Râmnicu Vâlcea                               | Byåsen Trondheim                                        | 30-24, 29-29                                            | 59 – 53                                                 |
| 2007-2008      | Larvik HK                                               | CS Rulmentul-Urban Brașov                               | 25-21, 25-19                                            | 50 – 40                                                 |
| 2008-2009      | FC Copenhague                                           | Larvik HK                                               | 21-23, 26-21                                            | 47 – 44                                                 |
| 2009-2010      | Budućnost Podgorica                                     | KIF Vejen                                               | 23-20, 18-16                                            | 41 – 36                                                 |
| 2010-2011      | Ferencváros TC                                          | CB Mar Alicante                                         | 34-29, 23-23                                            | 57 – 52                                                 |
| 2011-2012      | Ferencváros TC                                          | Viborg HK                                               | 31-30, 31-30                                            | 62 – 60                                                 |
| 2012-2013      | Hypo Niederösterreich                                   | Issy Paris Hand                                         | 30-22, 31-21                                            | 61 – 43                                                 |
| 2013-2014      | Viborg HK                                               | Zvezda Zvenigorod                                       | 31-22, 24-23                                            | 55 – 45                                                 |
| 2014-2015      | FC Midtjylland                                          | CJF Fleury Loiret                                       | 22-23, 24-19                                            | 46 – 42                                                 |
| 2015-2016      | Team Tvis Holstebro                                     | HC Lada Togliatti                                       | 31-27, 30-25                                            | 61 – 52                                                 |

## Bilan

### Par club
| Rang | Club                      | Victoires | Victoires        | Finales perdues | Finales perdues |
| Rang | Club                      | Nombre    | Saison(s)        | Nombre          | Saison(s)       |
| ---- | ------------------------- | --------- | ---------------- | --------------- | --------------- |
| 1    | Ferencvárosi TC Budapest  | 3         | 1978, 2011, 2012 | 2               | 1979, 1994      |
| -    | - Radnički Belgrade       | 3         | 1986, 1991, 1992 | 0               | -               |
| 2    | - Budućnost Podgorica     | 3         | 1985, 2006, 2010 | 0               | -               |
| 4    | - Kouban Krasnodar        | 2         | 1987, 1988       | 2               | 1989, 2000      |
| 5    | TSC Berlin                | 2         | 1977, 1979       | 1               | 1989            |
| -    | TV Lützellinden 1904 e.V. | 2         | 1993, 1996       | 1               | 1995            |
| -    | Larvik HK                 | 2         | 2005, 2008       | 1               | 2009            |
| 8    | - RK Osijek               | 2         | 1982, 1983       | 0               | -               |
| -    | Bækkelagets SK            | 2         | 1998, 1999       | 0               | -               |
| -    | FC Midtjylland            | 2         | 2004, 2015       | 0               | -               |
| 11   | Budapest Spartacus SC     | 1         | 1981             | 1               | 1982            |
| -    | - Rostselmasch Rostov     | 1         | 1990             | 1               | 1993            |
| -    | CS Oltchim Râmnicu Vâlcea | 1         | 2007             | 1               | 2002            |
| -    | Hypo Niederösterreich     | 1         | 2013             | 1               | 2004            |
| -    | Viborg HK                 | 1         | 2014             | 1               | 2012            |
| -    | HC Lada Togliatti         | 1         | 2002             | 1               | 2016            |
| 17   | - Iskra Partizánske       | 1         | 1980             | 0               | -               |
| -    | - Dalma Split             | 1         | 1984             | 0               | -               |
| -    | CS Știința Bacău          | 1         | 1989             | 0               | -               |
| -    | TuS Walle Brême           | 1         | 1994             | 0               | -               |
| -    | Dunaferr NK               | 1         | 1995             | 0               | -               |
| -    | Istochnik Rostov          | 1         | 1997             | 0               | -               |
| -    | Milar L'Eliana Valencia   | 1         | 2000             | 0               | -               |
| -    | HC Motor Zaporijia        | 1         | 2001             | 0               | -               |
| -    | ES Besançon               | 1         | 2003             | 0               | -               |
| -    | FC Copenhague Handball    | 1         | 2009             | 0               | -               |
| -    | Team Tvis Holstebro       | 1         | 2016             | 0               | -               |

### Par nations
| Rang | Club                 | Finales | Finales | Finales |
| Rang | Club                 | Gagnées | Perdues | Total   |
| ---- | -------------------- | ------- | ------- | ------- |
| 1    | Hongrie              | 5       | 7       | 12      |
| 2    | Allemagne            | 5       | 6       | 11      |
| 3    | / Russie             | 5       | 5       | 10      |
| 4    | Danemark             | 5       | 2       | 7       |
| 5    | Norvège              | 4       | 3       | 7       |
| 6    | / Croatie            | 3       | 4       | 7       |
| 7    | / Serbie             | 3       | 1       | 4       |
| 8    | / Monténégro         | 3       | 0       | 3       |
| 9    | Roumanie             | 2       | 2       | 4       |
| 10   | France               | 1       | 2       | 3       |
| 10   | Espagne              | 1       | 2       | 3       |
| 10   | / Ukraine            | 1       | 2       | 3       |
| 13   | Autriche             | 1       | 1       | 2       |
| 13   | / Slovaquie          | 1       | 1       | 2       |
| 15   | / République tchèque | 0       | 1       | 1       |
| 15   | / Azerbaïdjan        | 0       | 1       | 1       |

## Statistiques
- Plus grand nombre de victoires en finale : 3  Radnički Belgrade
- Plus grand nombre de défaites en finale : 3 :  Kraš Zagreb / Lokomotiva Zagreb
- Plus grand nombre de victoires consécutives : 2
  -  RK Osijekde 1982 à 1983
  - - Kouban Krasnodar de 1987 à 1988
  -  Bækkelagets SK de 1998 à 1999
- Aucun club n'a perdu 2 finales consécutives.
- Plus grand nombre de participations à une finale : 4 - Kouban Krasnodar
- Plus grand nombre de participations consécutives à une finale : 3 - Kouban Krasnodar de 1987 à 1989
- Clubs ayant gagné une finale sans jamais en avoir perdu :
  -  Știința Bacău
  -  Bækkelagets SK
  - - Radnički Belgrade
  -  ES Besançon
  -  TuS Walle Brême
  -  Dunaferr NK
  -  FC Copenhague
  -  FC Midtjylland
  -  Iskra Partizánske
  - - RK Osijek
  - - ŽRK Budućnost Podgorica
  -  Istochnik Rostov
  -  Motor Zaporijia
  - - Dalma Split
  -  HC Lada Togliatti
  -  Milar L'Eliana Valencia
- Clubs ayant perdu en finale sans jamais en avoir gagné :
  - 3 finales perdues :
    -  Kraš Zagreb / Lokomotiva Zagreb

  - 2 finales perdues :
    -  Debreceni VSC
    -  Spartak Kiev
    -  Handball-Club Leipzig

  - 1 finale perdue :
    - - Spartak Bakou
    -  CS Rulmentul-Urban Brașov
    -  Vasas Budapest
    -  VfL Engelskirchen
    - - TJ Gottwaldov
    -  Győri ETO KC
    -  Podravka Koprivnica
    - - Kouban Krasnodar
    -  SC DHfK Leipzig
    -  SC Magdebourg
    -  Nordstrand IF
    - - RK Sombor
    - - Družstevník Topoľníky
    -  Amadeo Tortajada
    -  Byåsen Trondheim
    -  KIF Vejen
    -  CB Mar Alicante
    -  Viborg HK
    -  Issy Paris Hand
    -  Fleury Loiret
- Aucun finale n'a opposé 2 clubs d'un même pays
- Une seule ville a gagné la finale avec 2 clubs différents :  Budapest
- Une seule ville a participé à une finale avec 3 clubs différents :  Budapest